# Заверхи
Заве́рхи — село в Україні, у Яворівському районі Львівської області. Населення — 401 особа. Орган місцевого самоврядування - Мостиська міська рада.

## Духовне життя
У селі є церква рівноапостольного Володимира Великого. Належить парафії ПЦУ.